# NGC 5099
NGC 5099 је елиптична галаксија у сазвежђу Девица која се налази на NGC листи објеката дубоког неба.
Деклинација објекта је - 13° 2' 30" а ректасцензија 13h 21m 19,5s. Привидна величина (магнитуда) објекта NGC 5099 износи 14,3 а фотографска магнитуда 15,3. NGC 5099 је још познат и под ознакама NPM1G -12.0449, PGC 46627.